# Варфоломей (патриарх Константинопольский)
Патриа́рх Варфоломе́й (греч. Πατριάρχης Βαρθολομαίος, тур. Patrik I. Bartholomeos, в миру Дими́триос Архондо́нис, Δημήτριος Αρχοντώνης, Dimitris Arhondonis; 29 февраля 1940, Айи-Теодори, остров Имроз, Турция) — епископ Константинопольского патриархата; с 22 октября 1991 — предстоятель Константинопольской православной церкви с титулом Архиепископ Константинополя — Нового Рима и Вселенский патриарх.
Тезоименитство — 11 июня, день памяти апостола Варфоломея (по новоюлианскому календарю).

## Биография
Родился 29 февраля 1940 года в деревне Айи-Теодори на острове Имроз (Имврос, ныне Гёкчеада) в Турции. Его родителями были Кристос Архондонис и Меропи Архондони. По этническому происхождению — грек.
Учился в школах Имброса, окончил частный греческий Зографоский лицей в Стамбуле, после чего поступил в Халкинскую богословскую школу на острове Хейбелиада, которую окончил в 1961 году, защитив диссертацию на тему: «Восстановление расторгнутого брака» (Ανασύστασις λυθέντος γάμου).
13 августа 1961 года, сразу по окончании Халкинской школы, был рукоположён в сан диакона в митрополичьей церкви Имроза своим духовным отцом, тогдашним митрополитом Имвросским Мелитоном (Хадзисом). При рукоположении ему было дано имя Варфоломей в честь и в память о Варфоломее Кутлумушском, издателе миней и других богослужебных книг, который был родом из Имроза и считается его просветителем.
Будучи гражданином Турецкой Республики, с 1961 по 1963 год он исполнял свой воинский долг в качестве офицера турецкой армии.
С 1963 по 1968 год он учился в аспирантуре по стипендии Константинопольского Патриархата в Папском восточном институте в Риме, Экуменическом институте Боссэ в Швейцарии и Мюнхенском университете. Он получил докторскую степень по каноническому праву в Папском Григорианском университете в Риме, защитив диссертацию на тему «О кодификации священных канонов и канонических таинств в Православной церкви» (Περὶ τὴν κωδικοποίησιν τῶν ἱερῶν κανόνων καὶ τῶν κανονικῶν Διατάξεων ἐν τῇ Ὀρθοδόξῳ Ἐκκλησίᾳ). Имел склонность к изучению многих иностранных языков (кроме родного греческого владеет также английским, французским, немецким, итальянским, турецким и латинскими языками), что помогало ему в течение многих лет учёбы изучать иностранную научную литературу и общаться со многими людьми.
После завершения учёбы в докторантуре в Европе он вернулся в 1968 году в Стамбул и был назначен помощником ректора Богословской школы на острове Халки, где он должен был преподавать в качестве штатного профессора курс канонического права. В 1969 году в часовне Духовной школы митрополитом Халкидонским Мелитоном (Хадзисом) был произведен в сан пресвитера, а через шесть месяцев патриарх Константинопольский Афинагор присвоил ему звание «архимандрита» в патриаршей часовне святого Андрея Первозванного. В 1971 году турецкое государство внезапно запретило деятельность халкинской богословской школы, так что его мечта об академической карьере не осуществилась.
В 1972 году митрополит Имвросский и Тенедский Димитрий был избран патриархом, после чего он учредил специальную патриаршую канцелярию, он назначил её первым директором молодого архимандрита Варфоломея (Архондониса).
25 декабря 1973 года хиротонисан во епископа с титулом митрополита Филадельфийского, с оставлением в должности управляющего Патриаршей канцелярии. На тот момент он был самым молодым митрополитом Константинпольского православной церкви: ему было всего 33 года. В качестве главы недавно созданной частной патриаршей канцелярии он оставался до своего избрания в Халкидонскую митрополию в январе 1990 года.
С марта 1974 года вплоть до своей патриаршей интронизации состоял членом Священного Синода и ряда синодальных комитетов.
В январе 1990 года назначен митрополитом Халкидонским. Был избран предстоятелем Константинопольской церкви 22 октября 1991 года, чин интронизации состоялся 2 ноября того же года.
В феврале 2008 года в руководстве Патриархии произошли значительные изменения, что наблюдателями было расценено как усиление позиций патриарха Варфоломея.

## Титул
Полный титул предстоятеля Константинопольской Церкви: Его Божественное Всесвятейшество Архиепископ Константинополя — Нового Рима и Вселенский Патриарх (греч. Η Αυτού Θειοτάτη Παναγιότης, ο Αρχιεπίσκοπος Κωνσταντινουπόλεως, Νέας Ρώμης και Οικουμενικός Πατριάρχης).
Правительство Турции не признаёт официально титулование Варфоломея как «Патриарха Вселенского» и признаёт только его статус как главы греко-православной общины Турции.

## Международная деятельность
Известен своим активным патронированием и организацией мероприятий, направленных на защиту среды обитания, благодаря чему стяжал неофициальный титул «зелёного патриарха». В 2005 году был награждён премией ООН за заслуги в деле защиты окружающей среды.
В январе 2004 года патриарх Варфоломей посетил Республику Куба и освятил первый на острове православный храм. Визит, в ходе которого патриарх осудил эмбарго Кубы со стороны США, вызвал острую критику среди кубинских диссидентов и эмигрантов.
Посещал Соединённые Штаты Америки, где находится крупнейшее каноническое подразделение под его юрисдикцией.
Участвовал во Всемирном экономическом форуме в Давосе в 1999 и 2006 годах.

23 января 2007 года патриарх Варфоломей выступил на сессии Парламентской ассамблеи Совета Европы (ПАСЕ) в Страсбурге. В своём выступлении он поддержал стремление Турции вступить в Евросоюз. Он высоко оценил «важные успехи Турции в принятии стандартов ЕС и проведении реформ, пересматривающих внутреннее законодательство», и напомнил, что Константинопольский патриархат «всегда поддерживал европерспективы» Турецкого государства. Он также подчеркнул важность беспристрастного и толерантного подхода к трезвому диалогу между религиями.
Вместе с тем он отметил, что в отношениях Константинопольской церкви и государства в Турции остаются нерешённые проблемы: отказ турецких властей признавать «вселенский» статус патриархата, открыть богословскую школу на острове Халки и вернуть собственность, принадлежавшую ранее Константинопольской церкви. Перед выступлением патриарх Варфоломей встретился с президентом ПАСЕ Рене ван дер Линденом и комиссаром Совета Европы по правам человека Томасом Хаммарбергом. Приглашение патриарха на сессию ПАСЕ вызвало протесты некоторых националистически настроенных турецких политиков. Выступая 24 сентября 2008 года в Брюсселе перед депутатами Европарламента с речью, подтвердил свою поддержку евроинтеграции Турции.
В апреле 2008 года был включён журналом Time в список «100 самых влиятельных людей мира».

## Варфоломей и Русская православная церковь
Состоявшийся вскоре после интронизации официальный визит в Русскую православную церковь в июле 1993 года ознаменовал некоторое потепление традиционно напряжённых (после 1922 года) отношений между Фанаром и Московским патриархатом (МП). Во время своего визита полностью и однозначно поддержал Московский патриархат в его споре с самопровозглашённым и поддержанным украинскими властями Киевским патриархатом: «Патриарх Варфоломей I официально провозгласил, что Вселенский Патриархат признаёт только одного канонического митрополита Киевского, Его Высокопреосвященство Владимира (Сабодана), митрополита Киевского и всея Украины».
В феврале 1996 года возник острый конфликт с МП вследствие решения КП о восстановлении Эстонской апостольской православной церкви (в юрисдикции КП), что было воспринято руководством МП как посягательство на юрисдикцию Русской церкви. С 20 февраля по 16 мая 1996 года имя патриарха Варфоломея было исключено из диптихов Московской патриархии.
В сентябре 1997 года как гость симпозиума «Экология, религия и окружающая среда» в Одессе был на территории Украины и 24 сентября имел встречу с патриархом Московским Алексием II, которая, однако, существенно не разрядила напряжённые отношения — прежде всего из-за Эстонской апостольской православной церкви. Тем не менее, на состоявшемся 2 октября заседании Священного синода РПЦ было заявлено: «<…> 2. Особо отметить важность полного совпадения взглядов и позиций Предстоятелей двух Церквей в вопросах преодоления расколов, нарушающих церковное единство и серьёзно препятствующих успешному свидетельству Православия в мире. 3. С удовлетворением отметить поддержку, выраженную Патриархом Константинопольским Варфоломеем, канонической Православной Церкви на Украине во главе с митрополитом Киевским и всея Украины Владимиром (Московский Патриархат). 4. Констатировать единую и конструктивную позицию обоих Предстоятелей в вопросах межхристианских отношений и признание необходимости всеправославного рассмотрения в ближайшее время вопросов, связанных с участием Православных Церквей в экуменическом движении, а также назревших проблем в этой области».
C 1996 года обозначилась напряжённость также в связи с новой линией Константинопольского патриархата в отношении церковной ситуации на Украине на фоне попыток представителей неканонических структур добиться от Константинопольского патриарха их признания. В ходе подготовки торжеств в связи с 1020-летием крещения Киевской Руси в июле 2008 года, которые он возглавил по приглашению украинских властей, руководство Украины во главе с президентом Виктором Ющенко предполагало одобрение патриархом Варфоломеем создания на Украине «единой поместной церкви». Участие патриарха в юбилейных торжествах вызвало недовольство со стороны РПЦ и властей РФ.
В 2004 году в связи с обсуждением концепции «Москва — Третий Рим» на VIII Всемирном русском народном соборе осудил её как богословски несостоятельную. Согласно изложению позиции патриарха в греческой газете «То Вима» от 8 июля 2004 года, специально для министра иностранных дел России Игоря Иванова он заявил следующее: «Вовлечение правительства в процесс принятия церковных решений имеет привкус неприемлемого цезарепапизма. Во времена коммунистической эры происходила нетерпимая политизация Русской Церкви … Мы надеялись, что ситуация будет иной после падения чудовищной системы. Однако, к нашему негодованию, мы видим, что настоящее российское правительство продолжает, не колеблясь, вторгаться и даже „делать политику“ в отношении сугубо церковных дел»; для председателя ОВЦС митрополита Кирилла (Гундяева) — «Неужели вы говорите нам, что единство православия есть вопрос цифр, политической силы, светской и дипломатической власти? То, что мы слышали относительно единства Церкви есть, целиком и полностью, прискорбное веяние духа ватиканизма, который толкует единство как единую организационную структуру, а не единство духа и сердца, как оно всегда толковалось в Православной Церкви».
Новый виток конфронтации в 2006 году был вызван ситуацией в Сурожской епархии Московского патриархата на Британских островах. Решением Синода Константинопольской церкви от 8 июня 2006 года бывший управляющий епархией епископ Василий (Осборн) был принят в лоно Константинопольской церкви. Вместе с ним в викариатство ушёл ряд приходов и значительная часть прихожан. 6 октября 2006 года Священный синод РПЦ постановил (журнал № 104) предложить патриарху Варфоломею рассмотреть в рамках двусторонних собеседований ситуацию, сложившуюся после приёма в его юрисдикцию епископа Василия (Осборна). Последовал положительный ответ, и 23 января 2007 года в Женеве (Швейцария) состоялась встреча делегаций Константинопольского и Московского патриархатов. Московская патриархия согласилась признать канонический статус епископа Василия в Константинопольском патриархате. Результаты переговоров одобрены на заседании Синода Русской православной церкви 27 марта 2007 года.
Состоявшийся в начале июля 2009 года официальный визит в Фанар избранного в начале 2009 года патриарха Московского Кирилла оценивался по итогам переговоров между двумя патриархами как приведший к потеплению напряжённых отношений между двумя патриархатами; СМИ сообщали о достижении компромисса по вопросу духовного окормления православных в диаспоре: Московский патриархат согласился на проект устройства епископских собраний под председательством иерархов Константинопольского патриархата в регионах диаспоры; взамен, по неофициальной информации, Константинопольский патриархат обещал не вмешиваться в церковную ситуацию на Украине.
22 мая 2010 года прибыл в Москву с визитом в РПЦ по приглашению патриарха Московского Кирилла. В ходе визита Варфоломей побывал также в Валаамском монастыре, с патриархом Московским Кириллом обсудил подготовку к созыву Всеправославного собора; призвал верующих Украины, сомневающихся, вернуться ли им в Московский патриархат, «присоединиться к канонической церкви».
Летом 2016 года произошло новое обострение, связанное с проведением Всеправославного собора. Перед его открытием от участия отказались четыре из 14 общепризнанных автокефальных Церквей: Антиохийская, Грузинская, Болгарская и Русская. Они выразили своё несогласие с предложенными Варфоломеем проектами Соборных документов, однако он отказался их менять.
20 апреля 2018 года Синод Константинпольского патриархата принял решение «приступить к предпринятию шагов, потребных для дарования автокефалии православным христианам Украины». Согласно греческим СМИ и сделанному патриархом Кириллом спустя два месяца заявлению, встреча патриарха Варфоломея с патриархом Кириллом в Фанаре 31 августа 2018 года выявила отсутствие взаимопонимания по украинскому вопросу. 14 сентября 2018 года во внеочередном заседании Священный синод Русской православной церкви, имев суждение об «ответных действиях в связи с назначением Константинопольским Патриархатом своих „экзархов“ в Киев в рамках принятого Синодом этой Церкви „решения о предоставлении автокефального статуса Православной Церкви в Украине“», постановил: «1. Приостановить молитвенное поминовение Патриарха Константинопольского Варфоломея за богослужением. 2. Приостановить сослужение с иерархами Константинопольского Патриархата. <…>».
15 октября 2018 года Священный синод Русской православной церкви принял решение разорвать евхаристическое общение с Константинопольским патриархатом в связи с его намерением предоставить автокефалию православной церкви на Украине. 5 января 2019 года патриарх Варфоломей подписал томос об автокефалии для Православной церкви Украины.
В преддверии и во время визита патриарха Варфоломея на Украину в августе 2021 года по личному приглашению президента Зеленского, что для многих киевских наблюдателей стало неожиданностью, приверженцы структур Московского патриархата проводили многочисленные массовые акции протеста против визита. По завершении визита патриарх был подвергнут критике со стороны митрополита Илариона (Алфеева).

## Варфоломей и Римско-католическая церковь
В ноябре 2005 года Варфоломей I пригласил в Стамбул папу римского Бенедикта XVI. Визит состоялся в ноябре 2006 года. Понтифик стал третьим из первосвященников Рима, побывавших в Турции (его предшественник Иоанн Павел II посетил эту страну в 1979 году, а Павел VI — в 1967-м). Папа присутствовал на литургии в храме Святого Георгия в Фанаре 30 ноября. Приветствуя его, патриарх Варфоломей назвал «благословением мира» визит Папы на день апостола Андрея, престольный праздник Вселенской патриархии, и сказал, что скорбит о том, что «две Церкви ещё не соединены». По итогам встречи Варфоломей I и Бенедикт XVI выпустили совместное заявление.
В 2007 года патриарх прокомментировал итоговый документ Х пленарного заседания в Равенне Смешанной православно-католической комиссии: «Все мы, православные…, убеждены, что в первом тысячелетии существования Церкви, во времена неразделённой Церкви, было признано первенство епископа Рима, Папы. Однако, первенство это было почётным, в любви, не являясь юридическим главенством над всей христианской Церковью. Иными словами, согласно нашему богословию, это первенство — человеческого порядка, оно было установлено из-за необходимости для Церквей иметь главу и координационный центр. <…> Если мы, с помощью Божьей, придём к согласию с Католической Церковью в том, что касается значения термина „первенство“, каким оно было в первом тысячелетии, то Вселенскому Патриарху не составит труда признать первенство Римской кафедры и занять второе место — то, какое он занимал до раскола.» (русский текст по публикации на Патриархия.ru).

## Критика деятельности Варфоломея I
В среде консервативного крыла Греческой церкви, среди монахов Афона, в особенности в монастыре Эсфигмен, патриарх, как и его предшественники, подвергается критике за активную экуменическую деятельность.
Так, накануне состоявшегося 28—30 ноября 2014 года визита папы римского Франциска в Турцию в Греции была обнародована петиция, подвергающая критике заявления предстоятеля Константинопольской православной церкви. В частности, речь идёт о его взглядах на природу Православной церкви и её отношения с другими христианскими исповеданиями и иными религиозными конфессиями. Петицию подписали более чем 2000 лиц, среди которых шестеро епископов, священники, монахи Греции и Кипра, а также монахи Горы Афон.
Неоднократно подвергался критике за «восточный папизм» и бесцеремонное вмешательство во внутренние дела других Поместных церквей. В 2008 году в турецкой газете Cumhuriyet отмечалось, что «вмешательство во внутренние дела других стран» патриарха Варфоломея «от Кипра до Эстонии, от Иерусалима до Украины» создаёт внешнеполитические проблемы Турецкому государству.
Болгарский политик Михаил Миков, лидер Болгарской социалистической партии, в 2016 году обвинял Варфоломея в ограничении использования болгарского языка для богослужения в болгарской общине в городе Эдирне (Одрин, Адрианополь).
В России официальная критика деятельности патриарха Варфоломея связана, прежде всего, с затяжными юрисдикционными спорами, которые с 1922 года ведутся между Константинопольским и Московским патриархатами. Патриарх Варфоломей продолжает в целом вести «глобализированную» линию в русле политики патриархов Мелетия и Афинагора, что вызывает резко негативную реакцию руководства Московской патриархии, стремящейся отстоять свою каноническую территорию.
Управляющий делами Московского патриархата митрополит Варсонофий (Судаков) 18 сентября 2018 года в ходе паломнической поездки по Святой земле заявил патриаршему эпитропу в Аммане архиепископу Кириакопольскому Христофору (Аталла) (Иерусалимский патриархат): «Большую проблему для Православия создал Константинополь, вопреки всем канонам назначив двух экзархов на Украину. Сейчас мы разорвали отношения со Вселенским Патриархатом на уровне архиереев, чтобы остановить его вторжение на Украину. А если они не остановятся, то в Православии будет раскол. Нужно постараться не допустить этого. <…> Нам восточный папа не нужен. Все Православные Поместные Церкви равны, все Патриархи также равны в своей власти и не могут вмешиваться в дела Поместных Церквей».
В ходе ежегодной пресс-конференции 20 декабря 2018 года президент Российской Федерации Владимир Путин критиковал патриарха Варфоломея за политическую ангажированность и упрекнул его в «жажде наживы», назвал учреждённую 15 декабря 2018 года Православную церковь Украины «объединённой раскольнической церковью стамбульского прихода».

## Награды и почести
- Орден святого апостола Андрея Первозванного с алмазной звездой (РПЦ, 1993 год).
- Большой крест ордена Святого Агнца (Финляндская православная церковь, 1993 год)[90]
- Золотая медаль Конгресса (США, 1997 год)
- Большой крест ордена Звезды Румынии (Румыния, 21 октября 1999 года)[91]
- Орден Креста земли Марии 1 класса (Эстония, 9 октября 2000 года)[92][93]
- Лауреат премии Софии (2002 год)
- Большой крест I степени Почётного знака «За заслуги перед Австрийской Республикой» (Австрия, 2004 год)[94]
- Орден Золотого руна (Грузия, 2007 год)[95]
- Орден князя Ярослава Мудрого I степени (Украина, 22 июля 2008 года) — за выдающуюся церковную деятельность, направленную на подъём авторитета православия в мире[96]
- Большая цепь Ордена Орла Грузии и Священного хитона Господа нашего Иисуса Христа (Грузинский Царский дом, 2011)[97]
- Орден Республики (Молдавия, 28 февраля 2012 года) — в знак глубокого признания особого вклада в возведение и оснащение теоретического лицея «Elada» (село Мэкэрешть района Унгень)[98][99]
- Орден Свободы (Украина, 27 июля 2013 года) — за выдающуюся церковную деятельность, направленную на подъём авторитета православия в мире, и по случаю празднования на Украине 1025-летия крещения Киевской Руси[100]
- Орден Двойного белого креста II степени (Словакия, 27 мая 2013 года)[101][102]
- Орден Святого царя Константина (Сербская Православная Церковь, 2013 год)[103]
- Орден «Стара планина» I степени (Болгария, 4 ноября 2015 года)[104][105]
- Большой крест Ордена «За заслуги перед Итальянской Республикой» (Италия, 12 сентября 2016 года)[106][107]
- Почётный председатель Общества македонских исследований (2018 год)[108][109][110]
- Орден «За заслуги» І степени (Украина, 5 января 2019 года) — за выдающийся личный вклад в развитие автокефальной поместной Православной Церкви Украины, повышение авторитета православия в мире, многолетнюю деятельность по утверждению идеалов духовности, милосердия и межконфессионального согласия[111][112][113]
- Награда ECOS «за его непрерывную приверженность делу охраны окружающей среды» от компании Earth Friendly Products (2019 год)[114][115]
- Почётный доктор Московской духовной академии, Университета Крита, Лондонского городского университета, Эдинбургского университета, Университета Аристотеля в Салониках и др. учреждений[116]
- Почётный доктор Национального университета «Киево-Могилянская академия» (декабрь 2018)[117]

## Комментарии
1. ↑  Подписан в отсутствие делегации Московского патриархата, которая покинула заседания комиссии